# مزرعه حکیم‌آباد
مزرعه حکیم‌آباد یک منطقهٔ مسکونی در ایران است که در دهستان زهرای بالا واقع شده‌است.